# Erythronium propullans
Erythronium propullans – gatunek psizębu, rośliny cebulowej z rodziny liliowatych (Liliaceae). Występuje w stanie Minnesota w USA, tylko w chłodnych lasach zalewowych w pobliżu miasta Goodhue.